# Joachim-Jean-Xavier d’Isoard

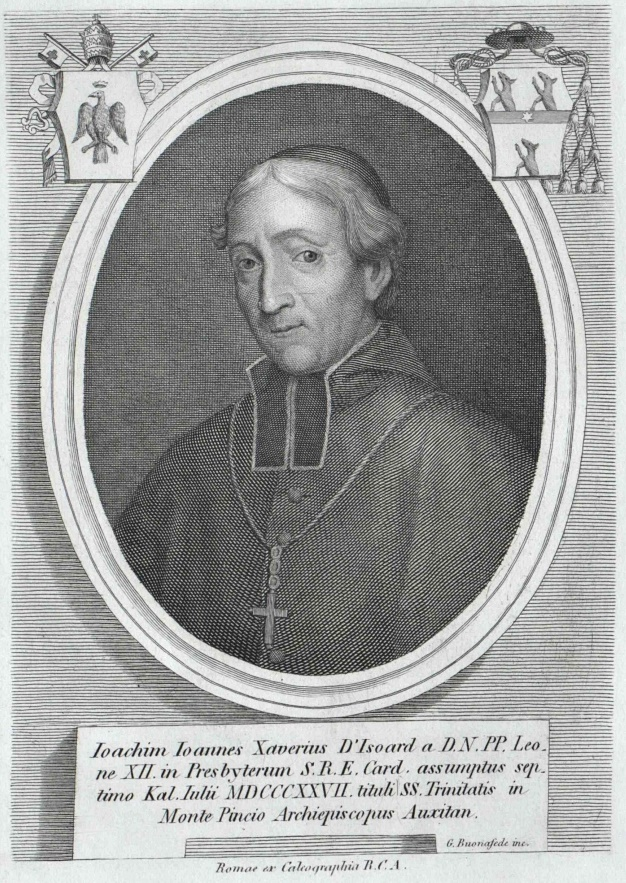
Joachim-Jean-Xavier Kardinal d’Isoard

Joachim-Jean-Xavier d’Isoard (* 23. Oktober 1766 in Aix-en-Provence; † 7/8. Oktober 1839 in Paris) war ein französischer katholischer Gelehrter, Bischof und Kardinal.

## Werdegang
D’Isoard besuchte das Kleine Seminar in Aix, wo er Joseph Fesch, den Onkel Napoleon Bonapartes kennenlernte, aber seine theologische Ausbildung nicht abschloss. Während der Terrorherrschaft floh er 1794 nach Italien an den Hof des zukünftigen Königs Ludwig XVIII. Nach dem Staatsstreich des 18. Fructidor V war er wieder zur Flucht nach Italien gezwungen. Nachdem Napoleon das Konsulat begründet hatte, kehrte er zurück, um kurz darauf Joseph Fesch, der zum französischen Botschafter beim Papst ernannt worden war, nach Rom zu begleiten. Auf dessen Betreiben hin wurde d’Isoard 1803 zum Auditor der Römischen Rota ernannt.
Nachdem Napoleon den Kirchenstaat 1809 annektiert und Papst Pius VII. ins Exil nach Frankreich geschickt hatte, folgte d’Isoard ihm, wobei er verschiedene ihm von Napoleon angebotene Ämter, unter anderen als Senator, ausschlug. Nach der Befreiung des Papstes gegen Ende von Napoleons Herrschaft kehrte er nach Rom zurück und war während der Herrschaft der Hundert Tage kurzzeitig französischer Chargé d’affaires beim Heiligen Stuhl.
Der neue König Ludwig XVIII. betrieb ohne Erfolg seine Ablösung als Auditor der Rota durch Louis-Siffren-Joseph de Salamon.
D’Isoard, der seit 1824 Dekan der Römischen Rota war, empfing erst 1825 im Alter von 58 Jahren die Priesterweihe. Im Konsistorium vom 25. Juni 1827 wurde er von Papst Leo XII. zum Kardinal mit der Titelkirche San Pietro in Vincoli erhoben. Am 6. Juli 1828 folgte seine Ernennung zum Erzbischof von Auch; die Bischofsweihe erfolgte am 11. Januar 1829 in Paris durch Kardinal Jean-Baptiste de Latil. Karl X. ernannte den bekennenden Monarchisten 1829 zum Pair von Frankreich. In seiner Zeit als Erzbischof von Auch nahm er an den Papstwahlen von 1829 (Wahl von Pius VIII.) und 1830 bis 1831 (Wahl von Gregor XVI.) teil, wobei er im letzteren Konklave damit beauftragt war, für Frankreich gegebenenfalls die Exklusive auszuüben.
Am 15. Januar 1833 tauschte Kardinal d’Isoard die Titelkirche und wurde Kardinalpriester von Santissima Trinità al Monte Pincio. Nachdem er den Bischofssitz von Bordeaux einmal, und den von Aix-en-Provence zweimal abgelehnt hatte, nahm er 1839 die Ernennung zum Erzbischof von Lyon als Nachfolger von Kardinal Fesch an. Er starb, bevor er sein Amt antreten konnte, am 7. Oktober des gleichen Jahres in Paris an einer Entzündung des Brustkorbs.